# Halterofilismo nos Jogos Olímpicos de Verão da Juventude de 2010 - Até 56 kg masculino
A competição da categoria até 56 kg masculino do halterofilismo nos Jogos Olímpicos de Verão da Juventude de 2010 foi disputada no dia 15 de agosto, às 18:00 (UTC+8), no Toa Payoh Sports Hall, em Cingapura. Sete halterofilistas participaram deste evento, limitado a atletas com peso corporal inferior a 56 kg.
Cada competidor realizou os movimentos de arranque e arremesso, com o resultado final sendo a soma do maior peso levantado em cada movimento. O atleta tinha o direito de realizar três tentativas em cada movimento, sendo que as duas piores eram descartadas.

## Medalhistas
| Ouro   | VIE Thạch Kim Tuấn  |
| Prata  | CHN Xie Jiawu       |
| Bronze | ARM Smbat Margaryan |

## Resultados
| Pos.              | Atleta                 | Peso corporal (kg) | Arranque (kg) | Arranque (kg) | Arranque (kg) | Arranque (kg) | Arremesso (kg) | Arremesso (kg) | Arremesso (kg) | Arremesso (kg) | Total (kg) |
| Pos.              | Atleta                 | Peso corporal (kg) | 1             | 2             | 3             | Res.          | 1              | 2              | 3              | Res.           | Total (kg) |
| ----------------- | ---------------------- | ------------------ | ------------- | ------------- | ------------- | ------------- | -------------- | -------------- | -------------- | -------------- | ---------- |
| Medalha de ouro   | VIE Thạch Kim Tuấn     | 55,40              | 110           | 114           | 116           | 116           | 134            | 139            | 140            | 140            | 256        |
| Medalha de prata  | CHN Xie Jiawu          | 55,83              | 108           | 113           | 117           | 117           | 132            | 137            | 140            | 137            | 254        |
| Medalha de bronze | ARM Smbat Margaryan    | 55,95              | 105           | 105           | 108           | 108           | 135            | 149            | 149            | 135            | 243        |
| 4                 | LAT Artjoms Zerebkovs  | 55,67              | 94            | 98            | 98            | 98            | 122            | 127            | 128            | 128            | 226        |
| 5                 | ROU Florin Croitoru    | 55,63              | 98            | 103           | 103           | 103           | 119            | 122            | 125            | 122            | 225        |
| 6                 | VEN Juan Prado         | 55,85              | 98            | 98            | 100           | 100           | 118            | 118            | 123            | 118            | 218        |
| 7                 | TKM Ihtiýar Matkarimow | 55,41              | 90            | 95            | 95            | 95            | 110            | 115            | 120            | 120            | 215        |
| 8                 | TUN Karem Ben Hnia     | 55,31              | 91            | 96            | 96            | 96            | 118            | 122            | 122            | 118            | 214        |
| 9                 | NRU Elson Brechtefeld  | 55,56              | 87            | 92            | 92            | 92            | 113            | 117            | 117            | 117            | 209        |
| 10                | RSA Phello John Ramela | 55,76              | 85            | 90            | 90            | 85            | 100            | 105            | 105            | 100            | 185        |
| 11                | MHL Amon Shiro         | 53,57              | 45            | 55            | 60            | 55            | 55             | 65             | 65             | 65             | 120        |